# Inês da Baviera
Agnes da Baviera (1335 – 11 de novembro de 1352) foi uma freira bávara de Munique e membro da Casa de Wittelsbach.

A filha de Luís IV, Sacro Imperador Romano e de Margarida II, Condessa de Hainaut, foi criada em um mosteiro de freiras Clarissas. Ela rejeitou o casamento com um nobre escolhido por seus parentes e, em vez disso, entrou para o claustro. Sempre doente, Agnes morreu em 1352.